# Шаркунова, Анна
Анна Шаркунова (род. 14 октября 1984, Пинск, Белорусская ССР, СССР) — белорусская певица, композитор и автор песен.

## Биография
Родилась 14 октября 1984 года в Пинске. В 2002 году окончила среднюю школу № 15. Также окончила музыкальную школу по классу фортепиано.
В 2005 году приняла участие в музыкальном проекте «Звездный дилижанс» (СТВ), после которого начала сотрудничество с продюсером Владимиром Кубышкиным.
В 2006 году дебютировала в конкурсе «Песня года» (ОНТ), заняв четвёртое место.
В 2007 году окончила Белорусский государственный педагогический университет им. М. Танка (специальность — музыкальное искусство и социальная педагогика).
В 2008 году организовала тур по городам Беларуси совместно с Георгием Колдуном. Также стала лицом страховой компании «B&B Insurance» и марки «Citroen» в Республике Беларусь.
В том же году приняла участие в полуфинале национального отбора на конкурс песни Евровидение 2008 с песней «Мы будем первые». Заняла 7 место, набрав 991 балл.
Аня Шаркунова в 2020 году выпустила клип «Песня счастливых людей», посвященный сегодняшней Беларуси.
«Сегодня я выпускаю одну из самых важных песен в моей жизни. Самую добрую и честную песню, которую мы когда-то писали», — написала Аня.
В записи песни и съемках клипа принял целый ряд белорусов и белорусок. Среди них — Владимир Пугач и Владимир Цеслер, Катя Пытлева, Виталь Гурков, NaviBand, Змицер Вайтюшкевич и многие другие.
В ноябре 2020 года записала песню «Рисунки на стене», посвятив её Роману Бондаренко — участнику протестных акций, убитому в Минске.

## Личная жизнь
Замужем. 14 июня 2017 родила сына Макса.

## Дискография
- «Сердце красавицы» — дебютный альбом. Продюсер — Владимир Кубышкин (Герман, Трио «Ангелы», группа «Ямайка», гр."Лето", Нина Богданова, гр."Черника")[3].

1. Красавица
2. Последний лист
3. Бежать
4. Буду помнить
5. Прощай
6. Два океана
7. Белый флаг
8. Рядом с тобою быть (дуэт с Георгием Колдуном)
9. Красавица (оригинальная версия)
10. Прощай (танцевальная версия)
11. Только не уходи (дуэт с Германом)
12. Утонем
13. Красавица (оригинальная версия)
14. Сорваться и вниз
15. Последний лист (эфирная версия)
16. Буду помнить (оригинальная версия)
17. Последний лист (видеоклип)

- «Я СИЛЬНАЯ» — альбом 2015 г. Продюсер — Владимир Кубышкин (Герман, Максим Алейников, группа «Litesound», Кирилл Ермаков, Виталий Пензин)

1. Всё это было
2. Мы будем первыми
3. Отпускаю навсегда (Radio edit)
4. Я знаю её в лицо
5. Если не ты
6. В тишине рассвета
7. Буду помнить (Piano version)
8. Я сильная
9. Земная любовь
10. И жизни не хватит
11. Не больно
12. Отпускаю навсегда (Original version)
13. Что, если мы (дуэт с группой Litesound)
14. Жураука (дуэт с Кириллом Ермаковым)
15. Я знаю её в лицо (DJ Satim RMX)
16. Просто слова

### Песни
- «Прощай», «Сердце красавицы» (муз. В.Пензин, сл. В.Кубышкин). «Сердце красавицы» была весьма популярна, с ней снималась в телепроекте «Песня года — 2006», по результатам зрительского голосования, победила с отрывом от второго места более чем на 10000 голосов.
- Песня «Прощай, моя последняя любовь» попала в хорошую ротацию всех белорусских радиостанций, с этим хитом снялась для проекта «Серебряный граммофон» на телеканале ОНТ, где больше месяца продержалась в лидерах[4].
- «Белый флаг», «Последний лист» (муз. М. Алейников, сл. В. Кубышкин).
- «Татуировка» (2016 г.)
- «Не прощаясь» (feat. Ди-Бронкс)
- «Сильно» (2017 г.)
- «Мы будзем першымі» (2017 г.)
- «Полотно» (2017 г.)
- «Песня счастливых людей» (2020 г.)
- Дорога домой (2022)
- Знакі (2023)

## Фестивали
- «Славянский базар» (Витебск, 2007, 2008, 2009, 2010, 2011 года)
- «Дожинки» (2008, 2009, 2010, 2011, 2012 года).
- «Песни моря» (Севастополь, 2010).

## Награды
- 2007 год — победительница конкурса «Песня года Беларуси» (ОНТ, Минск)
- 2007 год «Лучшая поп-исполнительница» (награды белорусского «MTV», Минск)
- 2008 год — 5-е место (альбом «Сердце красавицы») на наградах «Мистерия звука 2008» (по итогам продаж в Беларуси).
- Становилась финалисткой таких телевизионных проектов, как «Звёздный дилижанс» на СТВ, «Серебряный граммофон», «Две звезды» и «Эстрадный коктейль» на ОНТ, «Еврофест» на 1-м Национальном канале и первого реалити-шоу «Великолепная семёрка» на телеканале ЛАД.
- Финалистка национальной музыкальной премии «ЛИРА» (2015 г., 2016 г.)
- Четырёхкратная победительница в номинации «Певица № 1 в Беларуси» по версии ежегодной премии «Выбор года» (2015 г., 2016 г., 2017 г., 2018 г.)
- Победительница «Песни Года Беларуси-2019» с песней «Роль второго плана»